# ترکتور
ترَکتور (به انگلیسی: Traktor) یک نرم‌افزار دی‌جی است که توسط نیتیو اینسترومنتس توسعه یافته است. نام این نرم‌افزار به‌عنوان نام یک برند فرعی برای محصولات سخت‌افزاری مرتبط دی‌جی تولیدشده توسط این شرکت نیز استفاده می‌شود.

## تاریخچه

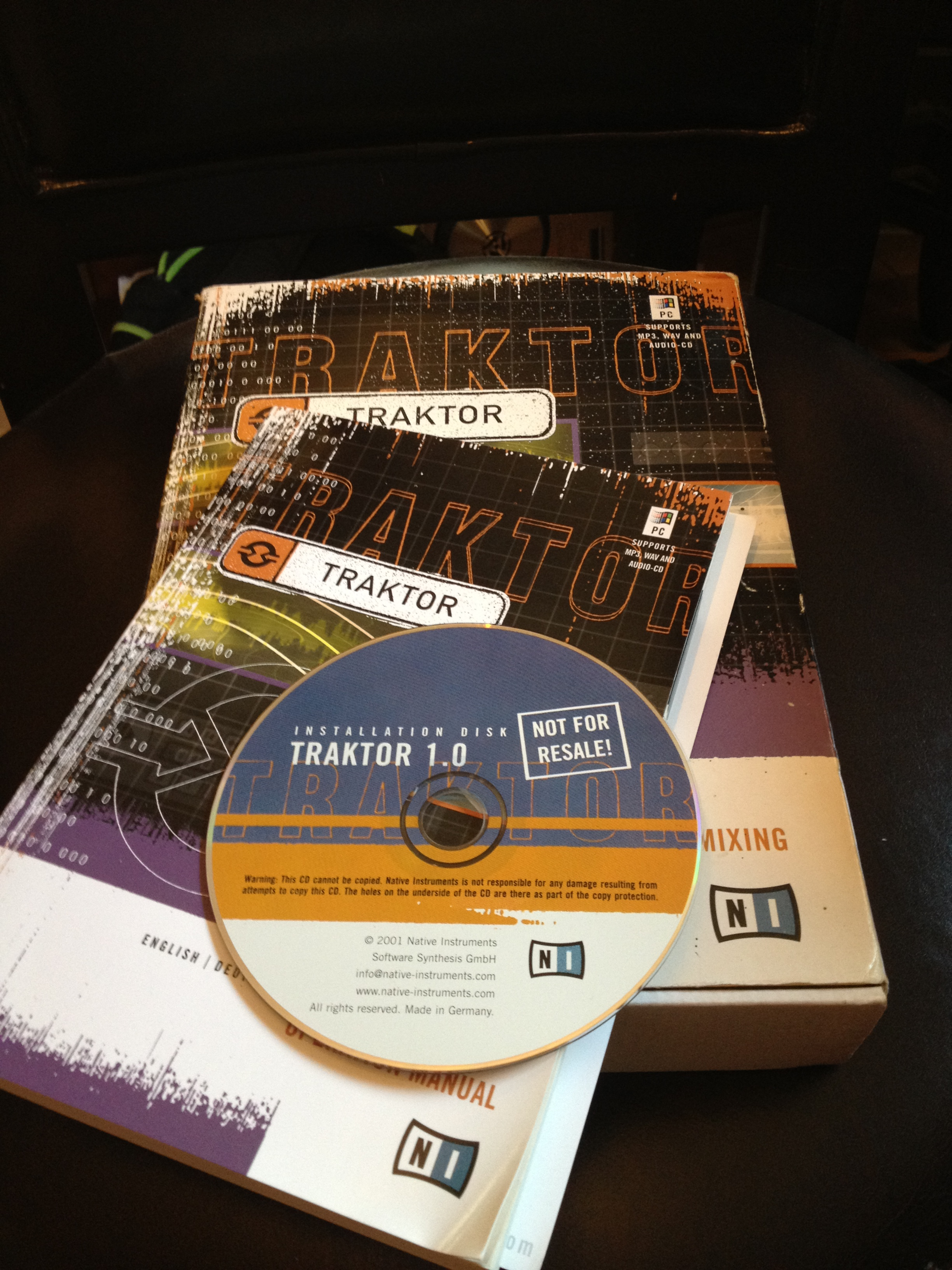
اولین نسخهٔ ترکتور دی‌جی استودیو که در سال ۲۰۰۱ منتشر شد

ترکتور اولین بار در سال ۲۰۰۰ عرضه شد. نسخه‌های اولیهٔ موجود ترکتور دی‌جی و ترکتور استودیو بودند. در میان این دو نسخه، نسخهٔ استودیو از بیشترین قابلیت‌ها برخوردار بود.
نسخهٔ دوم این نرم‌افزار (شناخته‌شده با نام ترکتور دی‌جی استودیو ۲) در سال ۲۰۰۲ منتشر شد. ویژگی‌های جدید این نسخه شامل ماکروهای خراش و بهبود قابلیت تکرار، ام‌آی‌دی‌آی و قابلیت نشانه‌گذاری نقطهٔ شروع بود. نسخهٔ ۲٫۵ که در سال ۲۰۰۳ منتشر شد، دارای قابلیت بهبودیافتهٔ کشش زمان، افزوده‌شدن پشتیبانی از کنترل صدای باز (OSC) بود و گزینه‌های سفارشی‌سازی رابط کاربری گرافیکی نیز به آن اضافه شده‌بودند.
در سال ۲۰۰۳ نیتیو اینسترومنتس نرم‌افزار ترکتور را به‌گونه‌ای توسعه داد که دیگر صرفاً فقط یک نرم‌افزار نباشد. این شرکت با همکاری استنتون مگنتیکس نرم‌افزار ترکتور فاینال اسکرچ را توسعه داد: نرم‌افزاری برای کار با سیستم صفحه‌گردان دیجیتال فاینال اسکرچ شرکت استنتون، که از صفحه‌های وینیل مهر شده با شناسهٔ زمانی برای کنترل ام‌پی۳ استفاده می‌کرد. شرکت استنتون نیز کار توسعهٔ سخت‌افزار را بر عهده گرفت. همکاری بین این دو شرکت همچنین به نیتیو اینسترومنتس این امکان را داد تا از قابلیت شناسهٔ زمانی فاینال اسکرچ در محصولات ترکتور خود استفاده کند.
در سال ۲۰۰۵، نیتیو اینسترومنتس ویژگی‌های شبیه‌سازی وینیل را به نسخهٔ ۲٫۶ نرم‌افزار ترکتور دی‌جی استودیو اضافه کرد، و در کنار آن قابلیت‌هایی نظیر ورودی زنده، پخش اینترنتی، پشتیبانی از فرمت‌های بیشتر پرونده‌ها، و قابلیت‌های گسترش‌یافتهٔ کار با ام‌آی‌دی‌آی را نیز به آن افزود.
نسخهٔ ۳ ترکتور دی‌جی استودیو، که در نوامبر ۲۰۰۵ معرفی شد، دو صفحهٔ پخش دیگر (در مجموع چهار صفحه)، اکولایزر و جلوه‌های تعبیه‌شده به‌صورت پیش‌فرض، یکپارچه‌سازی با فروشگاه آنلاین بیت‌پورت و یک میکسر چهار کاناله نیز به این نرم‌افزار اضافه شدند. در ۱۱ اکتبر ۲۰۰۶، همزمان با پایان یافتن همکاری میان نیتیو اینسترومنتس و استنتون مگنتیکس، نام این نشان تجاری مجدداً به ترکتور ۳ تغییر یافت. در این مرحله، نیتیو اینسترومنتس تولید قطعات سخت‌افزاری دی‌جی خود را آغاز کرد.
در ۱۶ اکتبر ۲۰۰۸، نیتیو اینتسترومنس نرم‌افزار ترکتور پرو را به‌عنوان جایگزینی برای ترکتور ۳ معرفی کرد. این نسخه شامل یک رابط کاربری گرافیکی به‌روز شده، رابط جلوه‌های اصلاح‌شده و ویژگی‌های نشانه‌گذاری و تکرار به‌روز شده بود.
نرم‌افزار بعدی با نام ترکتور پرو ۲ در ۱۰ فوریهٔ ۲۰۱۱ معرفی شد و در ۱ آوریل ۲۰۱۱ نیز منتشر شد. ویژگی‌های جدید در این نسخه شامل پشتیبانی از چندین کانال و پشتیبانی از تعداد بیشتری از تکرارها همزمان بود.
نیتیو اینسترومنتس در اوایل سال ۲۰۱۸ اعلام کرد که نسخهٔ کاملاً جدیدی از ترکتور (هم سخت‌افزار و هم نرم‌افزار) در دست توسعه است. این نسخهٔ جدید، که ترکتور پرو ۳ نام گرفت، در ۱۸ اکتبر ۲۰۱۸ منتشر شد.
در مهٔ ۲۰۲۱، نسخهٔ آزمایشی ترکتور پرو ۳٫۵ با به‌همراه قابلیت جدیدی بی‌نام بیت‌پورت لینک منتشر شد. این ویژگی جدید به دی‌جی‌ها اجازه می‌دهد تا برای اولین بار آهنگ‌هایی را از وبگاه بیت‌پورت انتخاب کنند.

## عملکرد
عملکرد اصلی پشتیبانی‌شده توسط نرم‌افزار ترکتور شامل موارد زیر است:
- ۴ دک مجازی برای پخش صدا[۱۲]
- تشخیص ضربان خودکار و تراز کردن شبکه‌بندی قطعه‌ها[۱۳]
- هماهنگ‌سازی خودکار تندای قطعه، از جمله گزینه‌هایی برای تراز کردن فاز[۱۳]
- نمونه‌برداری و تکرار[۱۴]
- افکت‌ها (نظیر فیلتر، فلنجر و تاخیر)[۱۵]
- نمایشگرهای شکل موج به‌منظور میکس بصری[۱۴]
- تشخیص کلید قطعه‌ها[۱۶]
- یک میکسر چهار کاناله (یک کانال برای هر دک مجازی) برای کنترل سطوح و فرکانس‌های نسبی (از طریق مدل‌های چندگانهٔ اکولایزر)[۱۲][۱۷]
- کنترل خودکار بهره[۱۸]
- مدیریت بی درنگ قطعه‌ها به کمک جستجوی افزایشی[۱۹][۲۰]
- مرور جلد قطعه‌ها[۱۷]
- گزینه‌هایی برای همگام‌سازی آی‌اواس و آی‌تیونز[۲۱]
- ضبط‌کنندهٔ یکپارچه با پشتیبانی از ورودی صوتی داخلی و خارجی[۲۲]
- پشتیبانی از چندین نقشه‌برداری و کنترلر ام‌آی‌دی‌آی[۲۳]
- قابلیت کلاکینگ ام‌آی‌دی‌آی برای همگام‌سازی سخت‌افزار خارجی[۲۴]
- پشتیبانی از اتصال به ایبلتن به‌منظور همگام‌سازی در چندین دستگاه[۲۵]

## انواع ترکتور
نیتیو اینسترومنتش همچنین نسخه‌ای ارزان‌تر از نرم‌افزار ترکتور را که به ترکتور دوئو معروف است را ارائه کرده است. دوئو تنها دارای ۲ دک مجازی (در مقایسه با ۴ دک موجود در نسخهٔ معمولی)، یک اکولایزر ۳ باندی برای هر کانال و شش افکت است.
این شرکت ترکتور اسکرچ پرو و ترکترو اسکرچ دوئو را نیز منتشر کرده است که از ویژگی‌های یکسان با همتایان مستقل خود هستند، و علاوه بر آن، دارای قابلیت‌های اضافی سیستم صفحه‌گردان دیجیتال (DVS) نیز هستند که امکان کنترل سی‌دی و وینیل‌های دارای کد زمانی را نیز برای دی‌جی‌ها فراهم می‌کنند.
نسخهٔ ابتدایی و پایهٔ نرم‌افزار با نام ترکتور ال‌ئی شناخته می‌شود. این نسخه گاهی اوقات به‌همراه کنترلرهای دی‌جی که ساختهٔ نیتیو اینسترومنتس نیستند، عرضه می‌شود.
نسخه‌ای از ترکتور برای تلفن‌های هوشمند و تبلت‌های آی‌اواس نیز در دسترس است که با نام ترکتور دی‌جی شناخته می‌شود.
نیتیو اینسترومنتس در ۱۷ اوت ۲۰۱۰ همچنین نسخهٔ جدیدی از نرم‌افزار را با نام ترکتور پرو اس۴ را منتشر کرد که نسخه‌ای اختصاصی برای سخت‌افزار جدید این شرکت، ترکتور کنترل اس۴ بود.